# Calane da Silva
Raul Alves Calane da Silva (Lourenço Marques, 20 de Outubro de 1945 — Maputo, 29 de janeiro de 2021) foi um poeta, escritor e jornalista moçambicano.
Calane da Silva coordenou a Gazeta Artes e Letras da revista Tempo, em 1985, e foi chefe da redação da Televisão Experimental de Moçambique, em 1987. Foi igualmente membro da direcção da Associação dos Escritores Moçambicanos. Dirigiu, ainda, o Centro Cultural Brasil-Moçambique, em Maputo.
Após alguns dias internado na capital moçambicana em janeiro de 2021, Calane da Silva morreu vítima da COVID-19.

## Formação académica
Obteve o grau de mestre em Linguística Portuguesa pela Universidade do Porto, com a dissertação A pedagogia do léxico: as escolhas lexicais bantus, os neologismos luso-rongas e a sua função estilística e estético-nacionalista nas obras Xigubo e Karingana wa Karingana de José Craveirinha, bem como o grau de doutor em Linguística Portuguesa pela mesma universidade com uma tese intitulada Do léxico à possibilidade de campos isotópicos literários.

## Actividade académica e cultural
Foi docente de Literaturas Africanas de Língua Portuguesa da Universidade Maputo e Director do Centro Cultural Brasil-Moçambique em Maputo, sendo responsável pela dinamização das actividades culturais que nos últimos anos se assistem naquele local. Foi embro do Conselho Consultivo do MIL: Movimento Internacional Lusófono.

## Prémios e condecorações
Foi condecorado, em 2011, em Maputo, com a Comenda da Ordem de Rio Branco, por ocasião do Dia do Diplomata.
Em 22 de novembro de 2011 foi anunciado como vencedor do Prémio José Craveirinha, o maior galardão literário moçambicano, que distinguiu a sua carreira na literatura e no ensaio.

## Obras publicadas
- Dos meninos da Malanga. Maputo: Cadernos Tempo, 1982.

Poesia
- Xicandarinha na lenha do mundo. Maputo: Associação dos Escritores Moçambicanos, 1988. Colecção Karingana.

Contos. Capa de Chichorro.
- Olhar Moçambique. Maputo: Centro de Formação Fotográfica, 1994
- Gotas de Sol. Maputo: Associação dos Escritores Moçambicanos, 2006.

Vencedor do concurso literário «Prémio 10 de Novembro», organizado conjuntamente pelo Conselho Municipal da Cidade de Maputo e pela Associação dos Escritores Moçambicanos quando do aniversário da capital de Moçambique.
- A Pedagogia do Léxico. O Estiloso Craveirinha. As escolhas leixicais bantus, os neologismos luso-rongas e a sua função estilística e estético-nacionalista nas obras Xigubo e Karingana wa Karingana. Maputo: Imprensa Universitária, 2002.

Publicação da tese de mestrado.
Prefácio de Mário Vilela.
- Gil Vicente: folgazão racista? (O riso e o preconceito racial no retrato de algumas minorias na obra vicentina). Maputo: Imprensa Universitária, 2002
- Tão bem palavra: estudos de linguística sobre o português em Moçambique com ênfase na interferência das línguas banto no português e do português no banto. Maputo: Imprensa Uniersitária, 2003
- Lírica do Imponderável e outros poemas do ser e do estar. Maputo: Imprensa Universitária, 2004
- Ao mata bicho: Textos publicados no semanário “O brado Africano”. Lisboa: Texto Editores, 2006
- Nyembêtu ou as Cores da Lágrima. Romance. Lisboa: Texto Editores. 2008.[6]
- Pomar e Machamba ou Palavras. Maputo: Imprensa Universitária, 2009.
- O João à procura da palavra poesia. Maputo: Imprensa Universitária, 2009.
- Do léxico à possibilidade de campos isotópicos literários. Tese de doutoramento.[4]